# Villanueva de la Serena (kommunhuvudort)
Villanueva de la Serena är en kommunhuvudort i Spanien.   Den ligger i provinsen Provincia de Badajoz och regionen Extremadura, i den centrala delen av landet, 240 km sydväst om huvudstaden Madrid. Villanueva de la Serena ligger 290 meter över havet och antalet invånare är 25 838.
Terrängen runt Villanueva de la Serena är platt.Runt Villanueva de la Serena är det ganska tätbefolkat, med 96 invånare per kvadratkilometer. Närmaste större samhälle är Don Benito, 6,0 km väster om Villanueva de la Serena. Trakten runt Villanueva de la Serena består till största delen av jordbruksmark.